# Chilostomina
Chilostomina es un género de foraminífero bentónico de la subfamilia Chilostomininae, de la familia Chilostomellidae, de la superfamilia Chilostomelloidea, del suborden Rotaliina y del orden Rotaliida. Su especie tipo es Chilostomina pustulosa. Su rango cronoestratigráfico abarca el Mioceno.

## Clasificación
Chilostomina incluye a las siguientes especies:
- Chilostomina pustulosa